# 五式127公厘高射炮
五式127公厘高射砲（5しき12せんち7たんそうこうかくほう）為日本帝國海軍在第二次世界大戰末期開發的高射砲，由於制式化時間已在1945年7月，因此戰爭結束時尚未量產配發，有關其技術細節目前仍帶有相當多疑點未釋疑。

## 概述
日本帝國海軍在八九式高射炮服役後，1930年代後期為了追求高初速轉而開發口徑較小射程與射高都更為優異的九八式100公釐高射炮；但實質上日軍各驅逐艦或是戰艦的中口徑炮仍以大量5吋炮或4.7吋(120公厘)炮為主，強調高性能卻不普及的款式對部隊戰力來說實質幫助並不大。
最後，日本海軍還是回頭改良艦載5吋炮的性能，也算是為那段盲目追求優異數據的開發歷程劃下休止符。
五式高射砲開發時間目前不明，「日本海軍史」與「高角砲と防空艦」等著作中除了基本火炮數據之外，只確定此款式為單裝高射砲，可能配發在陸上陣地。日本海軍在昭和20年7月1日的「内令兵第三一号」為此型裝備制式化的公文書中提到本炮為試製一式十二糎七高角砲改良而來，故開發時間應在1940年代初便進行；但1944年才生產出1門樣炮，目前沒有較詳細的資料陳述這段時間日軍的開發決策。
五式在數據表現上優於八九式許多，但是和日本既有的5吋炮對照就會發現某些特色；五式使用的27公斤裝彈藥同樣的也出現在50倍徑三年式127毫米炮上，而此型火炮同樣也是50倍徑，內部承受壓力亦相近。可能狀況是日本海軍在三年式艦炮炮架改良不順與八九式性能不足之下，最終釜底抽薪，重新開發出一種結合三年式高初速長炮身及九八式裝彈系統的高平兩用砲。

## 外部連結
- NavWeaps網站關於三年式艦炮之介紹（页面存档备份，存于）
- Warbird網站收錄有關127公厘炮討論之1（页面存档备份，存于）
- Warbird網站收錄有關127公厘炮討論之2（页面存档备份，存于）
- 高角砲の数における考察他（页面存档备份，存于）